# Zdeněk Koláček
Zdeněk Koláček (* 21. prosince 1934 Brno) je bývalý český fotbalový útočník.

## Fotbalová kariéra
Husovický patriot přišel do Zbrojovky v roce 1954 a jako devatenáctiletý mladíček nastřílel v krajské soutěži 18 branek. V dalších dvou sezonách byl nejlepším střelcem týmu, a tak v roce 1957 přišel přestup do fotbalové Komety, která postoupila do první ligy. Nejprve se rozkoukával v béčku, za první tým poprvé nastoupil až ve dvacátém kole. Během pěti startů však stihl vstřelit své první dva prvoligové góly a v následující sezoně už byl pro trenéra Eremiáše jasnou volbou na místo pravého křídla.
Prosazoval se především svojí rychlostí a výbušností, podle některých pamětníků nedosáhl ještě větších úspěchů kvůli problémům s alkoholem. V klubu skončil v sezoně 1964/65. Mezi spoluhráči měl přezdívku "Kolajda".
V československé lize hrál za Spartak ZJŠ Brno/Zbrojovku Brno. Nastoupil ve 103 ligových utkáních a dal 24 gólů. V Poháru vítězů pohárů nastoupil ve 2 utkáních a v Poháru UEFA nastoupil v 8 utkáních a dal 1 gól. V juniorské reprezentaci nastoupil ve 2 utkáních.

## Ligová bilance
| Ročník                                   | Zápasy | Góly | Minuty | Klub             |
| ---------------------------------------- | ------ | ---- | ------ | ---------------- |
| 1. československá fotbalová liga 1957/58 | 5      | 2    | 450    | Rudá hvězda Brno |
| 1. československá fotbalová liga 1958/59 | 22     | 10   | 1 850  | Rudá hvězda Brno |
| 1. československá fotbalová liga 1959/60 | 20     | 6    | 1 439  | Rudá hvězda Brno |
| 1. československá fotbalová liga 1960/61 | 13     | 2    | 667    | Rudá hvězda Brno |
| 1. československá fotbalová liga 1962/63 | 24     | 3    | 2 000  | Spartak ZJŠ Brno |
| 1. československá fotbalová liga 1963/64 | 15     | 1    | 1 039  | Spartak ZJŠ Brno |
| 1. československá fotbalová liga 1964/65 | 4      | 0    | 315    | Spartak ZJŠ Brno |
| CELKEM I. ČS. LIGA                       | 103    | 24   | 7 760  |                  |